# Parlamento del Reino Unido
El Parlamento del Reino Unido de Gran Bretaña e Irlanda del Norte (en inglés, Parliament of the United Kingdom of Great Britain and Northern Ireland), también conocido como Parlamento británico, es el órgano legislativo del Reino Unido y de sus territorios de ultramar —que solo tienen soberanía parlamentaria—. A su cabeza está el soberano. Es bicameral, incluyendo una Cámara Alta, llamada Cámara de los Lores, y una Cámara Baja, llamada Cámara de los Comunes.
La Cámara de los Lores incluye dos tipos diferentes de miembros: los Lores Espirituales, que consisten en los obispos más antiguos de la Iglesia de Inglaterra; y los Lores Temporales, que consisten principalmente en pares vitalicios , designados por el soberano, y de 92 pares hereditarios , sentados en virtud de tener un cargo real o por ser elegidos por sus compañeros pares hereditarios. Antes de la apertura de la Corte Suprema en octubre de 2009, la Cámara de los Lores también desempeñaba una función judicial a través de los Lores de la Ley.
La Cámara de los Comunes es una cámara electa con elecciones a 650 distritos electorales de un solo miembro que se llevan a cabo al menos cada cinco años bajo el sistema de mayoría simple. Por convención constitucional, todos los ministros del gobierno, incluido el primer ministro, son miembros de la Cámara de los Comunes o, menos comúnmente, de la Cámara de los Lores y, por lo tanto, son responsables ante las respectivas ramas de la legislatura. La mayoría de los ministros del gabinete son de la Cámara de los Comunes, mientras que los ministros subalternos pueden ser de cualquier cámara.
Con la expansión global del Imperio británico, el Parlamento del Reino Unido ha dado forma a los sistemas políticos de muchos países como excolonias y por eso se le ha llamado la "Madre de los Parlamentos". 
En teoría, el poder legislativo supremo del Reino Unido está oficialmente en manos de la Corona en el Parlamento. Sin embargo, la Corona normalmente actúa siguiendo el consejo del primer ministro y los poderes de la Cámara de los Lores se limitan solo a retrasar la legislación; por tanto, el poder reside de facto en la Cámara de los Comunes.

## Historia
El Parlamento de Gran Bretaña se formó en 1707 luego de la ratificación del Tratado de Unión por Actas de Unión aprobadas por el Parlamento de Inglaterra (establecido en 1215) y el Parlamento de Escocia (c. 1235), ambas Actas de Unión declarando, "Que el Reino Unido de Gran Bretaña estará representado por un mismo Parlamento que se denominará Parlamento de Gran Bretaña". A principios del siglo XIX, el Parlamento se amplió aún más mediante Actas de Unión ratificadas por el Parlamento de Gran Bretaña y el Parlamento de Irlanda (1297), que abolió este último y agregó 100 parlamentarios irlandeses y 32 lores al primero para crear el Parlamento del Reino Unido de Gran Bretaña e Irlanda. La Ley de Títulos Reales y Parlamentarios de 1927 modificó formalmente el nombre a "Parlamento del Reino Unido de Gran Bretaña e Irlanda del Norte", cinco años después de la secesión del Estado Libre de Irlanda.

### Parlamento del Reino Unido de Gran Bretaña e Irlanda
El Reino Unido de Gran Bretaña e Irlanda fue creado el 1 de enero de 1801, mediante la fusión de los Reinos de Gran Bretaña e Irlanda bajo las Actas de Unión de 1800. El principio de responsabilidad ministerial ante la cámara baja (de los Comunes) no se desarrolló hasta el siglo XIX: la Cámara de los Lores era superior a la Cámara de los Comunes tanto en teoría como en la práctica. Los miembros de la Cámara de los Comunes (MP) fueron elegidos en un sistema electoral anticuado , bajo el cual existían distritos electorales de tamaños muy diferentes. Así, el municipio de Old Sarum , con siete votantes, podría elegir dos miembros, al igual que el municipio de Dunwich, que había desaparecido casi por completo en el mar debido a la erosión del suelo.
Muchos distritos electorales pequeños, conocidos como distritos de bolsillo o podridos , estaban controlados por miembros de la Cámara de los Lores, que podían asegurar la elección de sus familiares o simpatizantes. Durante las reformas del siglo XIX, a partir de la Ley de Reforma de 1832, se regularizó progresivamente el sistema electoral para la Cámara de los Comunes. Al no depender más de los Lores para sus escaños, los parlamentarios se volvieron más asertivos.
La supremacía de la Cámara de los Comunes británica se reafirmó a principios del siglo XX. En 1909, la Cámara de los Comunes aprobó el llamado "Presupuesto del Pueblo", que introdujo numerosos cambios en el sistema tributario que fueron perjudiciales para los terratenientes ricos. La Cámara de los Lores, compuesta en su mayoría por poderosos terratenientes, rechazó el Presupuesto. Sobre la base de la popularidad del Presupuesto y la consiguiente impopularidad de los Lores, el Partido Liberal ganó por estrecho margen dos elecciones generales en 1910.
Utilizando el resultado como mandato, el primer ministro liberal, Herbert Henry Asquith, presentó el proyecto de ley del Parlamento, que buscaba restringir los poderes de la Cámara de los Lores. (Él no reintrodujo la disposición del impuesto a la tierra del Presupuesto Popular). Cuando los Lores se negaron a aprobar el proyecto de ley, Asquith respondió con una promesa extraída del Rey en secreto antes de la segunda elección general de 1910 y solicitó la creación de varios cientos de liberales. pares, para borrar la mayoría conservadora en la Cámara de los Lores. Ante tal amenaza, la Cámara de los Lores aprobó el proyecto de ley por poco.
La Ley del Parlamento de 1911, tal como se convirtió, impidió que los Lores bloquearan un proyecto de ley de dinero (un proyecto de ley relacionado con impuestos) y les permitió retrasar cualquier otro proyecto de ley por un máximo de tres sesiones (reducidas a dos sesiones en 1949), después de lo cual podría convertirse en ley a pesar de sus objeciones. Sin embargo, independientemente de las Leyes del Parlamento de 1911 y 1949, la Cámara de los Lores siempre ha conservado el poder ilimitado de vetar cualquier proyecto de ley que intente extender la vida de un parlamento.

### Parlamento del Reino Unido e Irlanda del Norte
La Ley del Gobierno de Irlanda de 1920 creó los parlamentos de Irlanda del Norte e Irlanda del Sur y redujo la representación de ambas partes en Westminster. El número de escaños de Irlanda del Norte aumentó nuevamente después de la introducción del gobierno directo en 1973. El Estado Libre de Irlanda se independizó en 1922 y en 1927 el parlamento pasó a llamarse Parlamento del Reino Unido de Gran Bretaña e Irlanda del Norte.
En el siglo XX se realizaron más reformas a la Cámara de los Lores. La Ley de nobleza vitalicia de 1958 autorizó la creación regular de dignidades nobles vitalicias. En la década de 1960, había cesado la creación regular de dignidades nobiliarias hereditarias; a partir de entonces, casi todos los compañeros nuevos eran sólo compañeros de por vida.
La Ley de la Cámara de los Lores de 1999 eliminó el derecho automático de los pares hereditarios a sentarse en la Cámara de los Lores, aunque hizo una excepción para que 92 de ellos fueran elegidos vitalicios por los otros pares hereditarios, con elecciones parciales a su muerte. . La Cámara de los Lores es ahora una cámara que está subordinada a la Cámara de los Comunes. Además, la Ley de Reforma Constitucional de 2005 llevó a la abolición de las funciones judiciales de la Cámara de los Lores con la creación de la nueva Corte Suprema del Reino Unido en octubre de 2009.

## Características
La Cámara de los Lores incluye dos tipos distintos de miembros: Los Lores Espirituales (los clérigos sénior de la Iglesia de Inglaterra) y los Lores Temporales (miembros nobles). Los miembros de esta cámara son elegidos por la nobleza; antes eran hereditarios, pero en la actualidad solo dos puestos lo son. Por otro lado, los miembros de la Cámara de los Comunes son elegidos democráticamente. La Cámara de los Lores y la Cámara de los Comunes se reúnen en salones separados en el Palacio de Westminster (comúnmente conocido como las Casas del Parlamento), en Londres la capital británica (más precisamente, en el municipio —y ciudad— conocida como Ciudad de Westminster). Por convención constitucional, todos los ministros de gobierno, incluyendo al primer ministro son elegidos desde la Cámara de los Comunes o de la Cámara de los Lores.
El Parlamento se desarrolló a partir del antiguo concilio que aconsejaba al soberano. Según la constitución, 
el poder no es del Parlamento sino de la Reina «Queen-in-Parliament» o el rey («King-in-Parliament»), pues es ella quien tiene la autoridad soberana. En los tiempos modernos, el monarca desempeña funciones oficiales y de revisión sobre los actos legislativos. 
Pese a que el parlamento más antiguo del mundo son las cortes de Aragón (España) que datan del año 1162 con sede en Huesca en el reinado de Juan II de Aragón, El Parlamento británico es a menudo llamado la «Madre de los Parlamentos», dado que los poderes legislativos de muchas naciones —los más destacados son los miembros de la Commonwealth— han adoptado este modelo. Sin embargo, esta es una frase de John Bright, quien remarcó el 18 de enero de 1865 que «Inglaterra es la Madre de los Parlamentos» en el contexto de apoyar las demandas para el derecho al voto en un país que había iniciado el gobierno parlamentario.

## Ceremonia de apertura
La Ceremonia de Apertura del Parlamento es un evento anual que marca el comienzo de una sesión del Parlamento del Reino Unido. Se lleva a cabo en la Cámara de los Lores. Antes de 2012, tuvo lugar en noviembre o diciembre, o, en un año de elecciones generales, cuando el nuevo Parlamento se reunió por primera vez. A partir de 2012, la ceremonia se lleva a cabo en mayo o junio.
A la señal del Monarca, el Lord Gran Chambelán levanta su varita de oficio para señalar al Bastón Negro, quien está encargado de convocar a la Cámara de los Comunes y ha estado esperando en el vestíbulo de los Comunes. El Bastón Negro se vuelve y, bajo la escolta del portero de la Cámara de los Lores y un inspector de policía, se acerca a las puertas de la Cámara de los Comunes. En 1642, el rey Carlos I irrumpió en la Cámara de los Comunes en un intento fallido de arrestar a los Cinco Miembros , entre los que se encontraba el célebre patriota inglés y destacado parlamentario John Hampden. Esta acción desencadenó la guerra civil inglesa. Las guerras establecieron los derechos constitucionales del Parlamento, concepto legalmente establecido en la Revolución Gloriosa de 1688 y la posterior Carta de Derechos de 1689. Desde entonces, ningún monarca británico ha ingresado a la Cámara de los Comunes cuando está en sesión. Al acercarse el Bastón Negro, las puertas se cierran de golpe contra ellos, simbolizando los derechos del parlamento y su independencia del monarca. Luego golpean, con el extremo de su bastón ceremonial (la Vara Negra), tres veces en las puertas cerradas de la Cámara de los Comunes. Luego son admitidos y anuncian el mandato del monarca para la asistencia de los Comunes.
El monarca lee un discurso, conocido como el Discurso del Trono, que es preparado por el primer ministro y el Gabinete, describiendo la agenda del Gobierno para el próximo año. El discurso refleja la agenda legislativa para la que el Gobierno pretende buscar el acuerdo de ambas Cámaras del Parlamento.
Después de que el monarca se va, cada Cámara procede a la consideración de un "Discurso en respuesta al amable discurso de Su Majestad". Pero, primero, cada Cámara considera un proyecto de ley pro forma para simbolizar su derecho a deliberar independientemente del monarca. En la Cámara de los Lores, el proyecto de ley se llama Select Sacristries Bill, mientras que el equivalente de los Comunes es Outlawries Bill. Los proyectos de ley se consideran solo por el bien de la forma y no hacen ningún progreso real.

## Proceso legislativo
Ambas cámaras del Parlamento británico están presididas por un orador, el Portavoz de la Cámara de los Comunes y el Lord Portavoz de la Cámara de los Lores.
Para los Comunes, teóricamente se requiere la aprobación del Soberano antes de que la elección del Portavoz sea válida, pero, según la convención moderna, siempre se otorga. Podrán ocupar el lugar de Portavoz el presidente de Medios y Arbitrios , el Vicepresidente Primero o el Vicepresidente Segundo. (Los títulos de esos tres funcionarios se refieren al Comité de Medios y Arbitrios, un organismo que ya no existe).
Antes de julio de 2006, la Cámara de los Lores estaba presidida por un Lord Canciller (un miembro del Gabinete), cuya influencia como Portavoz era muy limitada (mientras que los poderes del Portavoz de la Cámara de los Comunes son amplios). Sin embargo, como parte de la Ley de Reforma Constitucional de 2005, el cargo de Portavoz de la Cámara de los Lores (como se denomina en la Ley) se separó del cargo de Lord Canciller (el cargo que tiene control sobre el poder judicial en su conjunto), aunque los Lores siguen siendo en gran medida autónomos. Las decisiones sobre las cuestiones de orden y las medidas disciplinarias de los miembros rebeldes las toma todo el cuerpo, pero solo el Portavoz de la Cámara Baja. Los discursos en la Cámara de los Lores están dirigidos a la Cámara en su conjunto (usando las palabras "Mis Lores"), pero los de la Cámara de los Comunes están dirigidos solo al Presidente (usando "Sr. Presidente" o "Señora Presidente"). Los discursos se pueden hacer a ambas Cámaras simultáneamente .
Ambas Cámaras pueden decidir las cuestiones por voto de voz ; los miembros gritan "¡Sí!" ¡y no!" en los Comunes, o "¡Contenido!" y "¡No contenido!" en los Lores—y el oficial que preside declara el resultado. El pronunciamiento de cualquiera de los Portavoces puede ser impugnado y se puede realizar una votación registrada (conocida como votación por división ).) exigió. (El Portavoz de la Cámara de los Comunes puede optar por anular una solicitud frívola de una división, pero el Lord Portavoz no tiene ese poder). En cada Cámara, una división requiere que los miembros se presenten en uno de los dos vestíbulos junto a la Cámara; los empleados registran sus nombres y sus votos se cuentan cuando salen de los vestíbulos para volver a entrar en la Cámara. Se espera que el presidente de la Cámara de los Comunes no sea partidista y no emita un voto excepto en caso de empate; el Lord Portavoz, sin embargo, vota junto con los otros Lores.
Ambas Cámaras normalmente realizan sus actividades en público y hay galerías donde los visitantes pueden sentarse.

## Funciones
Las leyes pueden ser hechas por Leyes del Parlamento del Reino Unido. Si bien las leyes pueden aplicarse a todo el Reino Unido, incluida Escocia, debido a la continua separación de la ley escocesa, muchas leyes no se aplican a Escocia y pueden coincidir con leyes equivalentes que se aplican solo a Escocia o, desde 1999, por legislación establecida por el Parlamento escocés en relación con asuntos delegados.
Esto ha llevado a una paradoja conocida como la cuestión de West Lothian. La existencia de un parlamento escocés descentralizado significa que, si bien los parlamentarios de Westminster de Escocia pueden votar directamente sobre asuntos que afectan a los distritos electorales ingleses, es posible que no tengan mucho poder sobre las leyes que afectan a su propio distrito electoral. Dado que no existe un "Parlamento inglés" descentralizado, lo contrario no es cierto. Si bien Westminster puede anular, modificar o ignorar cualquier ley del Parlamento escocés, en la práctica esto aún no ha sucedido. Las Mociones de Consentimiento Legislativo permiten al Parlamento del Reino Unido votar sobre cuestiones que normalmente se delegan en Escocia, Gales o Irlanda del Norte, como parte de la legislación del Reino Unido.
Las leyes, en forma de borrador conocidas como proyectos de ley, pueden ser presentadas por cualquier miembro de cualquiera de las Cámaras. Un proyecto de ley presentado por un ministro se conoce como "Proyecto de Ley del Gobierno"; uno presentado por otro miembro se llama " Proyecto de ley de miembro privado ". Una forma diferente de categorizar los proyectos de ley implica el tema. La mayoría de los proyectos de ley que involucran al público en general se denominan " proyectos de ley públicos ". Un proyecto de ley que busca otorgar derechos especiales a un individuo o un pequeño grupo de individuos, o un organismo como una autoridad local, se denomina " Proyecto de ley privado ". Un Proyecto de Ley Público que afecta derechos privados (como lo haría un Proyecto de Ley Privado) se denomina " Proyecto de Ley Híbrido ", aunque quienes redactan proyectos de ley se esmeran en evitarlo.
Los proyectos de ley de miembros privados constituyen la mayoría de los proyectos de ley, pero es mucho menos probable que se aprueben que los proyectos de ley del gobierno. Hay tres métodos para que un parlamentario presente un proyecto de ley de miembro privado. La Boleta de Miembros Privados (una vez por Sesión) pone nombres en una boleta, y aquellos que ganan tienen tiempo para proponer un proyecto de ley. La Regla de los Diez Minutos es otro método, en el que los parlamentarios tienen diez minutos para exponer el caso de una nueva legislación. La Orden Permanente 57 es el tercer método, que permite presentar un proyecto de ley sin debate si se da un aviso de un día a la Oficina de la Mesa. filibusteroes un peligro, ya que quien se opone a un proyecto de ley puede desperdiciar gran parte del tiempo limitado que se le ha asignado. Los Proyectos de Ley de Miembros Privados no tienen posibilidades de éxito si el gobierno actual se les opone, pero se utilizan en cuestiones morales: los proyectos de ley para despenalizar la homosexualidad y el aborto fueron los Proyectos de Ley de Miembros Particulares, por ejemplo. En ocasiones, los gobiernos pueden intentar utilizar proyectos de ley de miembros privados para aprobar cosas con las que preferirían no estar asociados. Los "proyectos de ley de distribución" son proyectos de ley que un gobierno entrega a los parlamentarios que ganan las papeletas de los miembros privados.
Cada proyecto de ley pasa por varias etapas en cada Cámara. La primera etapa, llamada primera lectura , es una formalidad. En la segunda lectura , se debaten los principios generales del proyecto de ley y la Cámara puede votar para rechazar el proyecto de ley, al no aprobar la moción "Que el proyecto de ley se lea ahora por segunda vez". Las derrotas de proyectos de ley gubernamentales en la Cámara de los Comunes son extremadamente raras, la última en 2005, y pueden constituir una moción de censura . (Las derrotas de Bills en los Lores nunca afectan la confianza y son mucho más frecuentes).
Después de la segunda lectura, el proyecto de ley se envía a un comité. En la Cámara de los Lores, el Comité de toda la Cámara o el Gran Comitéson usados. Cada uno consta de todos los miembros de la Cámara; este último opera bajo procedimientos especiales y se usa solo para facturas no controvertidas. En la Cámara de los Comunes, el proyecto de ley generalmente se envía a un Comité de proyectos de ley públicos, que consta de entre 16 y 50 miembros, pero el Comité de toda la cámara se utiliza para legislación importante. Se pueden utilizar varios otros tipos de comités, incluidos los comités selectos, pero en raras ocasiones. Un comité considera el proyecto de ley cláusula por cláusula e informa el proyecto de ley modificado a la Cámara, donde se realiza una consideración más detallada ("etapa de consideración" o "etapa de informe"). Sin embargo, una práctica que solía llamarse "canguro" (Reglamento Permanente 32) permite al Presidente seleccionar qué enmiendas se debaten. Este dispositivo también se utiliza bajo la Orden Permanente 89 por el presidente del comité, restringir el debate en comisión. El Portavoz, que es imparcial entre las partes, por convención selecciona enmiendas para debate que representan las principales divisiones de opinión dentro de la Cámara. Técnicamente, se pueden proponer otras enmiendas, pero en la práctica no tienen posibilidades de éxito a menos que las partes en la Cámara estén estrechamente divididas. Si se les presiona, normalmente serían derrotados casualmente por aclamación.
Una vez que la Cámara ha considerado el proyecto de ley, sigue la tercera lectura. En la Cámara de los Comunes, no se pueden hacer más enmiendas, y la aprobación de la moción "Que el proyecto de ley se lea ahora por tercera vez" es la aprobación de todo el proyecto de ley. En la Cámara de los Lores se pueden presentar más enmiendas al proyecto de ley. Después de la aprobación de la moción de tercera lectura, la Cámara de los Lores debe votar la moción "Que el proyecto de ley se apruebe ahora". Después de su aprobación en una Cámara, el proyecto de ley se envía a la otra Cámara. Si ambas Cámaras lo aprueban en forma idéntica, puede ser presentado para el Asentimiento del Soberano. Si una Cámara aprueba enmiendas con las que la otra no estará de acuerdo, y las dos Cámaras no pueden resolver sus desacuerdos, el proyecto de ley normalmente fracasará.
Desde la aprobación de la Ley del Parlamento de 1911, se ha restringido el poder de la Cámara de los Lores para rechazar proyectos de ley aprobados por la Cámara de los Comunes, y la Ley del Parlamento de 1949 impuso restricciones adicionales. Si la Cámara de los Comunes aprueba un proyecto de ley público en dos sesiones sucesivas, y la Cámara de los Lores lo rechaza en ambas ocasiones, los Comunes pueden ordenar que el proyecto de ley sea presentado al Soberano para su sanción, sin tener en cuenta el rechazo del proyecto de ley en la Cámara de los Lores. En cada caso, el proyecto de ley debe ser aprobado por la Cámara de los Comunes al menos un mes calendario antes del final de la sesión. La disposición no se aplica a proyectos de ley privados ni a proyectos de ley públicos si se originaron en la Cámara de los Lores o si buscan extender la duración de un Parlamento más allá de cinco años. Se aplica un procedimiento especial en relación con los proyectos de ley clasificados por el presidente de la Cámara de los Comunes como "proyectos de ley de dinero". Preocupaciones de un proyecto de ley de dineroúnicamente impuestos nacionales o fondos públicos; el certificado del Portavoz se considera concluyente en todas las circunstancias. Si la Cámara de los Lores no logra aprobar un proyecto de ley de dinero dentro de un mes de su aprobación en la Cámara de los Comunes, la Cámara Baja puede ordenar que el proyecto de ley se presente para la sanción del soberano de inmediato. 
Incluso antes de la aprobación de las Leyes del Parlamento, los Comunes poseían preeminencia en casos de asuntos financieros. Por costumbre antigua, la Cámara de los Lores no puede presentar un proyecto de ley relacionado con los impuestos o el Suministro , ni modificar un proyecto de ley para insertar una disposición relacionada con los impuestos o el Suministro, ni modificar un Proyecto de Ley de Suministro de ninguna manera. La Cámara de los Comunes es libre de renunciar a este privilegio y, a veces, lo hace para permitir que la Cámara de los Lores apruebe enmiendas con implicaciones financieras. La Cámara de los Lores sigue siendo libre de rechazar proyectos de ley relacionados con el suministro y los impuestos, pero puede ser anulado fácilmente si los proyectos de ley son proyectos de ley de dinero. (Un proyecto de ley sobre ingresos y suministro no puede ser un proyecto de ley de dinero si, por ejemplo, incluye temas distintos de los impuestos nacionales y los fondos públicos).
La última etapa de un proyecto de ley consiste en la concesión de la Real Sanción . Teóricamente, el Soberano puede otorgar o negar el Asentimiento Real (convertir el proyecto de ley en ley o vetar el proyecto de ley). En los tiempos modernos, el Soberano siempre otorga el Asentimiento Real, utilizando las palabras del francés normando " La Reyne le veult " (la Reina lo desea; "Le Roy" en cambio en el caso de un rey). La última negativa a otorgar el asentimiento fue en 1708, cuando la reina Ana retuvo su asentimiento de un proyecto de ley "para el asentamiento de la milicia en Escocia", con las palabras " La reyne s'avisera " (la reina lo pensará).
Por lo tanto, cada proyecto de ley obtiene el asentimiento de los tres componentes del Parlamento antes de convertirse en ley (excepto cuando la Cámara de los Lores es anulada en virtud de las Leyes del Parlamento de 1911 y 1949 ). Las palabras "PROMUÉSTRATE por la Excelentísima Majestad de la Reina [Rey], por y con el consejo y consentimiento de los Lores Espirituales y Temporales, y los Comunes, en este Parlamento reunido, y por la autoridad del mismo, de la siguiente manera: -," o, cuando la autoridad de la Cámara de los Lores haya sido anulada por el uso de las Leyes del Parlamento, las palabras "PROMUÉRTESE por la Excelentísima Majestad de la Reina [Rey], por y con el consejo y consentimiento de los Comunes en este presente El Parlamento reunido, de conformidad con las disposiciones de las Leyes del Parlamento de 1911 y 1949, y por la autoridad de las mismas, de la siguiente manera:-" aparecerá cerca del comienzo de cada Ley del Parlamento. Estas palabras se conocen como la fórmula de promulgación.

## Soberanía parlamentaria
Se han adoptado varias opiniones diferentes sobre la soberanía del Parlamento. Según el jurista Sir William Blackstone , "Tiene autoridad soberana e incontrolable para hacer, confirmar, ampliar, restringir, abrogar, derogar, revivir y exponer leyes, sobre asuntos de todas las denominaciones posibles, eclesiásticas o temporales, civiles, militares", marítimo, o criminal...puede, en fin, hacer todo lo que no es naturalmente imposible.”
El juez escocés Thomas Cooper, primer Lord Cooper de Culross, ha adoptado una opinión diferente . Cuando decidió el caso de 1953 de MacCormick v. Lord Advocate como Lord Presidente de la Corte de Sesión , declaró: "El principio de soberanía ilimitada del Parlamento es un principio claramente inglés y no tiene equivalente en la ley constitucional escocesa". Continuó: "Considerando que la legislación de la Unión extinguió los Parlamentos de Escocia e Inglaterra y los reemplazó por un nuevo Parlamento, me cuesta entender por qué el nuevo Parlamento de Gran Bretaña debe heredar todas las características peculiares del Parlamento inglés pero ninguna del Escocés." Sin embargo, no dio una opinión concluyente sobre el tema.
Por lo tanto, la cuestión de la soberanía parlamentaria parece seguir sin resolverse. El parlamento no ha aprobado ninguna ley que defina su propia soberanía. La Ley de la Unión Europea (Acuerdo de Retiro) de 2020 establece que "Se reconoce que el Parlamento del Reino Unido es soberano". sin calificación ni definición. Una posible limitación relacionada con el Parlamento se relaciona con el sistema legal escocés y la fe presbiteriana, cuya preservación fueron condiciones previas escocesas para la creación del Parlamento unificado. Dado que el Parlamento del Reino Unido se creó sobre la base de estas promesas, es posible que no tenga poder para promulgar leyes que las infrinjan.
El poder del parlamento a menudo ha sido erosionado por sus propias leyes. Las leyes aprobadas en 1921 y 1925 otorgaron a la Iglesia de Escocia total independencia en asuntos eclesiásticos. Desde 1973 hasta 2020, su poder estuvo restringido por la pertenencia a la Unión Europea, que tiene el poder de hacer que las leyes se hagan cumplir en cada estado miembro. En el caso Factortame, el Tribunal de Justicia de las Comunidades Europeas dictaminó que los tribunales británicos podrían tener facultades para anular la legislación británica que infrinja la legislación europea.
El parlamento también ha creado parlamentos nacionales descentralizados y una asamblea con diferentes grados de autoridad legislativa en Escocia, Gales e Irlanda del Norte, pero no en Inglaterra , que continúa siendo gobernada por el Parlamento del Reino Unido. El Parlamento todavía tiene el poder sobre las áreas cuya responsabilidad recae en las instituciones delegadas, pero normalmente obtendría el acuerdo de esas instituciones para actuar en su nombre. De manera similar, ha otorgado el poder de dictar reglamentos a los Ministros de la Corona y el poder de promulgar legislación religiosa al Sínodo General de la Iglesia de Inglaterra. (Medidas del Sínodo General y, en algunos casos, instrumentos estatutarios propuestos hechas por los ministros, deben ser aprobadas por ambas Cámaras antes de convertirse en ley).
En todos los casos antes mencionados, la autoridad ha sido concedida por Ley del Parlamento y puede ser revocada de la misma manera. Está totalmente dentro de la autoridad del Parlamento, por ejemplo, abolir los gobiernos delegados en Escocia, Gales e Irlanda del Norte o, como sucedió en 2020, abandonar la UE. Sin embargo, el Parlamento también revocó su competencia legislativa sobre Australia y Canadá con las Leyes de Australia y Canadá: aunque el Parlamento del Reino Unido podría aprobar una Ley revocando su acción, no tendría efecto en Australia o Canadá como competencia del Parlamento Imperial. ya no se reconoce allí en la ley.
Una consecuencia bien reconocida de la soberanía del Parlamento es que no puede obligar a futuros Parlamentos; es decir, ninguna Ley del Parlamento puede estar segura de ser enmendada o derogada por un Parlamento futuro. Por ejemplo, aunque el Acta de Unión de 1800 establece que los Reinos de Gran Bretaña e Irlanda se unirán "para siempre", el Parlamento permitió que Irlanda del Sur abandonara el Reino Unido en 1922.

## Emblema
El emblema casi oficial de las Casas del Parlamento es un rastrillo coronado. El rastrillo fue originalmente la insignia de varias familias nobles inglesas del siglo XIV. Luego fue adoptado por los reyes de la dinastía Tudor en el siglo XVI, bajo los cuales el Palacio de Westminster se convirtió en el lugar de reunión habitual del Parlamento. La corona se agregó para hacer de la insignia un símbolo específicamente real.
El rastrillo probablemente se asoció por primera vez con el Palacio de Westminster a través de su uso como decoración en la reconstrucción del Palacio después del incendio de 1512. Sin embargo, en ese momento era solo uno de muchos símbolos. El uso generalizado del rastrillo en todo el Palacio data del siglo XIX, cuando Charles Barry y Augustus Pugin lo utilizaron ampliamente como elemento decorativo en sus diseños para el nuevo Palacio construido tras el desastroso incendio de 1834.
El rastrillo coronado llegó a ser aceptado durante el siglo XX como el emblema de ambas cámaras del parlamento. Esto fue simplemente el resultado de la costumbre y el uso en lugar de una decisión específica. El emblema ahora aparece en papelería oficial, publicaciones y papeles, y está estampado en varios artículos que se usan en el Palacio de Westminster, como cubiertos, platería y porcelana. Se utilizan varios tonos de rojo y verde para la identificación visual de la Cámara de los Lores y la Cámara de los Comunes.

## Medios de difusión
Todos los eventos públicos se transmiten en vivo y bajo demanda a través de www.parliamentlive.tv, que mantiene un archivo que data del 4 de diciembre de 2007. También hay un canal de YouTube oficial relacionado. También son retransmitidos en directo por el canal inglés independiente Euronews. En el Reino Unido, la BBC tiene su propio canal dedicado al parlamento, BBC Parliament, que transmite las 24 horas del día y también está disponible en BBC iPlayer. Muestra cobertura en vivo de la Cámara de los Comunes, la Cámara de los Lores, el Parlamento escocés, la Asamblea de Irlanda del Norte y la Asamblea de Gales.